# FST
FST, фолістатин (англ. Follistatin) – глікопротеїн, який кодується однойменним геном, розташованим у людей на короткому плечі 5-ї хромосоми.  Довжина поліпептидного ланцюга білка становить 344 амінокислот, а молекулярна маса — 38 007.
Задіяний у таких біологічних процесах як поліморфізм, альтернативний сплайсинг. 
Секретований назовні.
Фолістатин виконує важливі біологічні функції, зокрема нейтралізацію членів суперсімейства трансформуючого фактору росту β (TGF-β), таких як активін, міостатин і білки морфогенезу кісток (BMP). Основна функція фолістатину полягає у зв'язуванні та біонейтралізації цих молекул, що дозволяє регулювати їхню біодоступність і вплив на різні фізіологічні процеси .

## Функції фолістатину

### 1. Регуляція росту м'язів
Фолістатин є потужним антагоністом міостатину, який обмежує ріст скелетних м'язів. Зв'язуючи міостатин, фолістатин блокує його здатність пригнічувати сигнальний шлях AKT/mTOR, що стимулює синтез білків і гіпертрофію м'язових волокон. Це робить фолістатин перспективним терапевтичним засобом для лікування м'язової атрофії та інших станів, пов'язаних із втратою м'язової маси .

### 2. Контроль запальних процесів
Фолістатин бере участь у регуляції запальної відповіді після пошкодження тканин. Він взаємодіє з активіном, який відіграє важливу роль у стимуляції запальних реакцій, тим самим обмежуючи їхній надмірний розвиток .

### 3. Роль у розвитку ембріона
Фолістатин відіграє ключову роль у розвитку ембріона, зокрема в регуляції процесів диференціації тканин. Він інгібує BMP, що дозволяє ектодермі формувати нейроектодерму замість епідермальної тканини. Цей процес є критичним для утворення нервової пластинки .

### 4. Регуляція секреції гормонів
Фолістатин був вперше ідентифікований як білок, що пригнічує секрецію фолікулостимулюючого гормону (FSH) в передній долі гіпофіза через зв'язування з активіном. Це підкреслює його важливість у репродуктивній фізіології .

### 5. Захисна функція при стресах
Фолістатин також діє як стрес-реактивний білок, захищаючи клітини від пошкоджень під впливом різних стресових факторів. У деяких випадках він може транспортуватися в ядро клітини для підтримання гомеостазу незалежно від своєї антагоністичної активності у позаклітинному просторі .

## Клінічне значення
Завдяки своїм властивостям фолістатин розглядається як перспективний терапевтичний агент для лікування таких станів:
- М'язова атрофія (наприклад, при аміотрофічному латеральному склерозі або дистрофії Дюшенна) [7][9].
- Інсулінорезистентність та порушення глікемічного контролю завдяки його впливу на чутливість до інсуліну в м'язах [8].
- Запальні захворювання та загоєння тканин після травм [6].

Таким чином, фолістатин є багатофункціональним білком із значним потенціалом для використання в медицині завдяки його ролі у регуляції росту м'язів, запальних процесів і розвитку тканин.